# Болотських Михайло Васильович
Миха́йло Васи́льович Боло́тських (нар. 28 жовтня 1960, с. Городище, Старооскільський район, Бєлгородська область, РРФСР, СРСР) — український політик російського походження, генерал-полковник служби цивільного захисту, голова Державної служби України з надзвичайних ситуацій (2012–2014), кандидат історичних наук, голова Луганської ОДА (березень-травень 2014).

## Біографія
Народився 28 жовтня 1960 року в селі Городище Старооскільської міськради Бєлгородської області.
У 1978—1982 роках навчався в Харківському гвардійському вищому танковому училищі ім. Верховної Ради Української РСР. Після закінчення училища до 1998 року проходив військову службу в Збройних Силах та військах Цивільної оборони на посадах командира танкового взводу, командира танкової роти, начальника штабу — заступника командира танкового батальйону, командира навчального танкового батальйону, заступника командира танкового полку, командира окремого мобільного механізованого полку Цивільної оборони України.
Учасник бойових дій. З березня 1994 року по квітень 1995 року брав участь у миротворчій місії в складі ООН у колишній Югославії.
У 1998—2001 роках — начальник управління — заступник начальника цивільної оборони Луганської області Управління з питань надзвичайних ситуацій та цивільного захисту населення Луганської області державної адміністрації, 2001—2003 — начальник Головного управління — заступник начальника цивільної оборони Луганської області ГУ з питань надзвичайних ситуацій та у справах захисту населення від наслідків Чорнобильської катастрофи Луганської ОДА, 2003—2005 — начальник Головного управління Міністерства України з питань надзвичайних ситуацій у Луганській області.
У 2005—2007 — начальник Інституту державного управління у сфері цивільного захисту Університету цивільного захисту України, квітень 2007 — липень 2007 — директор Департаменту освіти, науки та прогнозування Центрального апарату МНС України.
З 25 липня 2005 по 21 липня 2010 року — заступник Міністра України з питань надзвичайних ситуацій та в справах захисту населення від наслідків Чорнобильської катастрофи.
З 21 липня 2010 по 24 грудня 2010 року — перший заступник Міністра України з питань надзвичайних ситуацій та у справах захисту населення від наслідків Чорнобильської катастрофи.
З 24 грудня 2010 по 29 лютого 2012 року — перший заступник Міністра надзвичайних ситуацій України.
У вересні 2011 року включений до складу міжвідомчої координаційної комісії Антитерористичного центру при Службі безпеки України.
24 грудня 2012 року призначений Головою Державної служби з надзвичайних ситуацій.
2 березня 2014 року звільнений із посади Голови Державної служби України з надзвичайних ситуацій у зв'язку з призначенням головою Луганської обласної державної адміністрації.

## Освіта
- Харківське гвардійське вище танкове командне училище ім. Верховної Ради Української РСР, рік закінчення — 1982.
- Військово-інженерний інститут при Подільській державній аграрно-технічній академії, рік закінчення — 2001
- Харківський регіональний інститут державного управління Національної академії державного управління при Президентові України, рік закінчення — 2003.

## Нагороди і почесні звання
- Медаль «За бездоганну службу» III ст. (24 жовтня 2000) — за самовіддані дії і високий професіоналізм, виявлені під час проведення відновлювальних робіт з ліквідації наслідків надзвичайних ситуацій техногенного та природного характеру[11]
- Медаль ООН «На службі миру» (1994).
- Медаль «За сотрудничество во имя спасения» (Росія, 2010)[12].
- Почесна відзнака «За заслуги перед Луганськом»[13].